# Araneus cyphoxis
Araneus cyphoxis là một loài nhện trong họ Araneidae.
Loài này thuộc chi Araneus. Araneus cyphoxis được Eugène Simon miêu tả năm 1908.